# 法拉利特斯塔罗萨
法拉利特斯塔罗萨（英語：Ferrari Testarossa）是由法拉利生產的車款之一。首次在1984年量產，1996年停止生產。總計有三個車款：Testarossa、512TR和F512M。Testa Rossa在義大利文中是"紅頭"的意思，命名的由來是因為此車的引擎與以前法拉利的名車250TR、500TR一樣有著紅色的氣門搖臂蓋。

## 簡介
1984年在巴黎車展上首次亮相。所有版本的Testarossa都是4.9升平臥12缸自然吸氣引擎配五速手動變速箱，而且以中置後驅，使跑車的重心保持在中間，增加了汽車穩定性，並改善了汽車的轉彎能力，亦因此整車重量分佈，40％在前端，60％在後端。
1992年法拉利修訂了Testarossa的規格，命名為512 TR，並於洛杉磯車展上露面。修訂後整車重量分佈，41％在前端，59％在後端。
而到了1994年巴黎車展，法拉利又對Testarossa的重量分佈又有所修訂，變成42％在前端，58％在後端，車頭造型參考自F355並改為固定式頭燈。這個版本被稱為F512M。

## F512 M
F512 M是特斯塔罗塔的最后一款车型。共生产了501辆，其中75辆用于北美市场。该车于1994年10月在巴黎沙龙首次展出，最后一辆于1996年初生产。所有在美国销售的车型（没有新车销往加拿大）均为1995年款。

## 外部連結
- （页面存档备份，存于） Ferrari FX at the Marconi Automotive Museum article
- Official Ferrari website with information on the Testarossa

1. 1 2 3 4 5
2. ↑  .   [2017-12-15]. （原始内容存档于2025-07-26）.
3. ↑   (PDF).   [2025-04-24]. （原始内容存档 (PDF)于2017-03-05）.
4. ↑  . Ferrari.   [2009-01-04]. （原始内容 (Flash)存档于December 8, 2008）.
5. ↑  . 17 August 2012  [2025-04-24]. （原始内容存档于2024-12-02）.
6. 1 2 3 4 5  . Carfolio.   [2009-01-03].
7. ↑  Auto motor und sport 1/1995
8. ↑  . F512M USA Registry. （原始内容存档于2022-01-13）.